# Каролінув (гміна Желехлінек)
Каролінув (пол. Karolinów) — село в Польщі, у гміні Желехлінек Томашовського повіту Лодзинського воєводства.
Населення — 140 осіб (2011).
У 1975-1998 роках село належало до Пйотрковського воєводства.

## Демографія
Демографічна структура станом на 31 березня 2011 року:
|          | Загалом | Допрацездатний вік | Працездатний вік | Постпрацездатний вік |
| -------- | ------- | ------------------ | ---------------- | -------------------- |
| Чоловіки | 71      | 13                 | 48               | 10                   |
| Жінки    | 69      | 14                 | 36               | 19                   |
| Разом    | 140     | 27                 | 84               | 29                   |